# San Pedro y San Pablo Ayutla
San Pedro y San Pablo Ayutla är en kommun i Mexiko.   Den ligger i delstaten Oaxaca, i den sydöstra delen av landet, 400 km sydost om huvudstaden Mexico City.
Följande samhällen finns i San Pedro y San Pablo Ayutla:
- El Portillo Matagallina
- Tierra Caliente
- Monte Rosa